# Каменное ядро

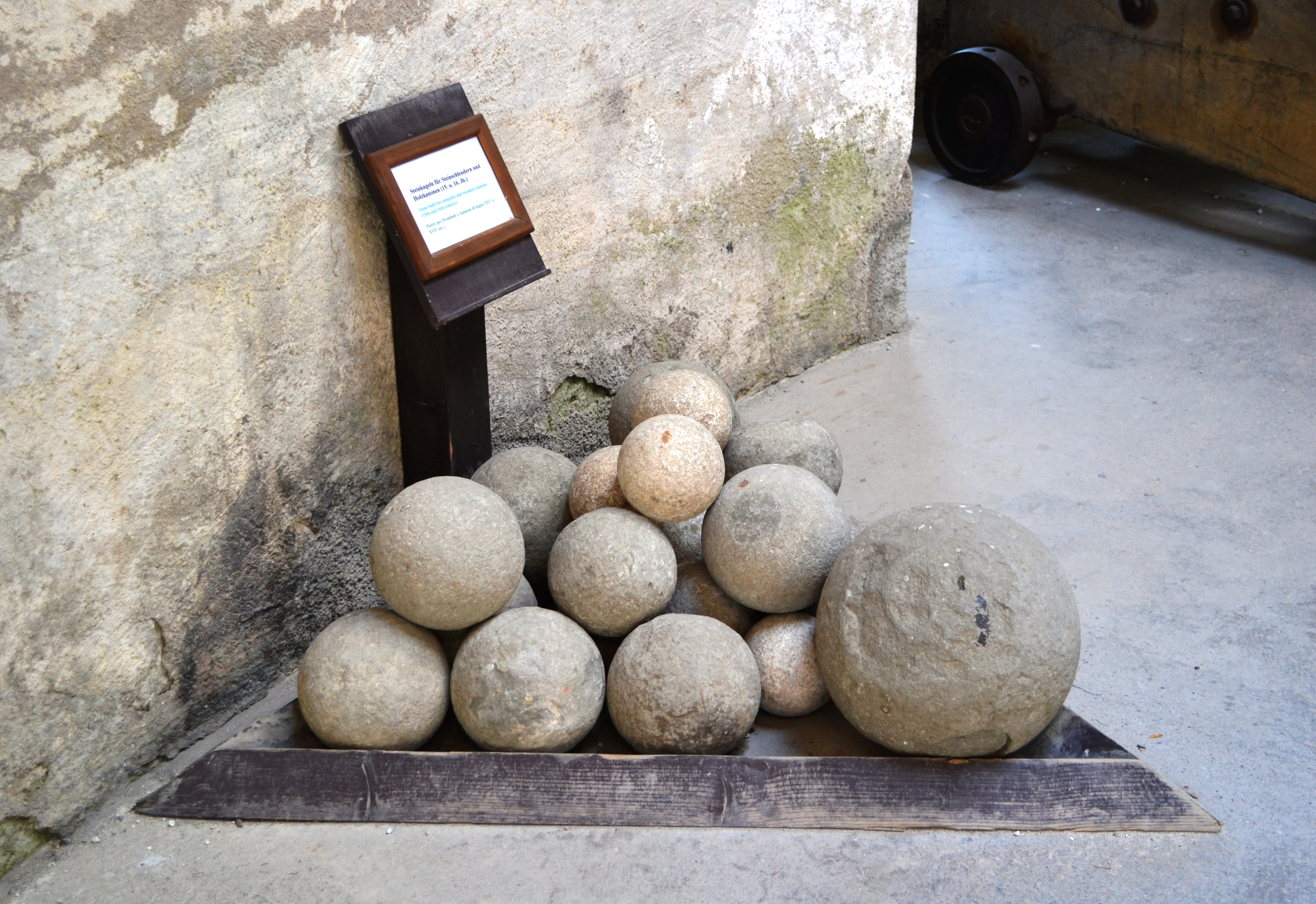
Каменные ядра для метательных машин и (XV—XVI вв.) на экспозиции в Замке Хоэнверфен

Каменное ядро — ранний тип артиллерийского боеприпаса (ядра), использовавшийся для стрельбы из камнемётных метательных машин, а позднее и из бомбард и других ранних типов пороховых артиллерийских орудий. Каменные ядра имели широкое применение в пороховой артиллерии вплоть до конца XV века, когда в связи с распространением употребления чугуна они стали постепенно вытесняться металлическими.

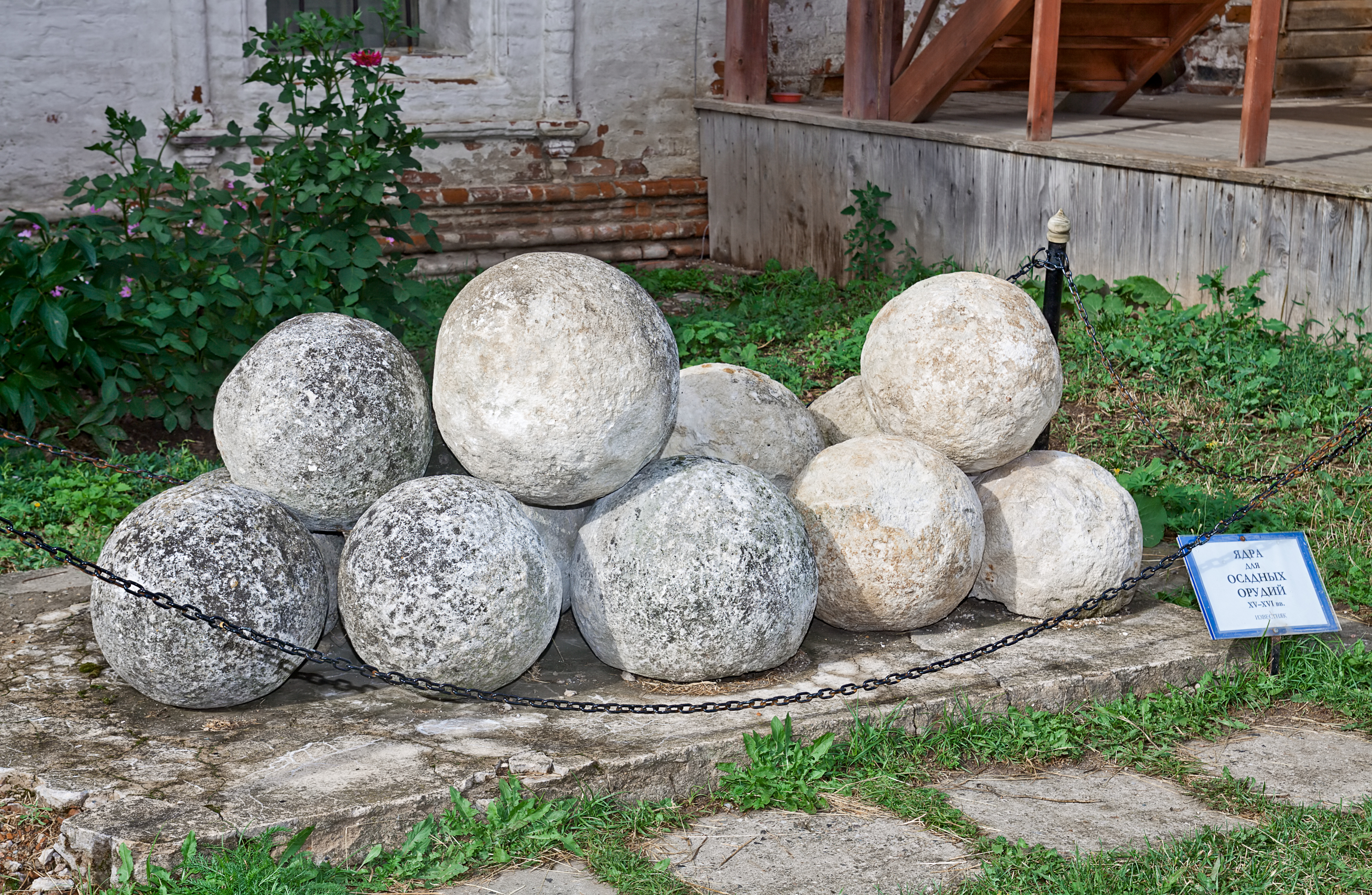
Русские каменные ядра (XV—XVI вв.) на экспозиции в Переславском музее-заповеднике

Каменные пушечные ядра представляли собой сплошные шарообразные снаряды, которые выдалбливались из твёрдых пород камня и иногда оковывались крестообразно двумя железными обручами. Калибры бомбард, а впоследствии и гаубиц длительное время назывались по каменному весу; дольше всего эта традиция продержалась в Германии, где такого обозначения придерживались вплоть до середины XIX века.
В Османской империи небольшое количество устаревших орудий, стрелявших каменными ядрами, находилось на вооружении дарданелльских береговых батарей ещё в 1868 году. С этими же батареями связан также последний документированный случай боевого применения каменного ядра, произошедший в 1915 году во время Дарданелльской операции, когда из сохранившейся до того момента и окончательно потерявшей боевую ценность старинной турецкой пушки был произведён один выстрел по британскому линкору HMS Agamemnon; каменное ядро скользнуло по броне, не причинив кораблю никакого ущерба.

## Интересные факты
Царь-пушка (являясь классической бомбардой), предназначена для стрельбы каменными ядрами весом около 800 кг.